# Слобожанське (Сумський район)
Слобожанське — селище в Україні, у Миколаївській селищній громаді Сумського району Сумської області. Населення становить 256 осіб. До 2016 орган місцевого самоврядування — Миколаївська селищна рада.

## Географія
Селище Слобожанське розташоване на лівому березі річки Вир, вище за течією примикає селище Улянівка, нижче за течією примикає селище Миколаївка, на протилежному березі — село Павленкове.
На річці велика загата.

## Історія
- Селище постраждало внаслідок геноциду українського народу, проведеного урядом СРСР 1923—1933 та 1946–1947 роках.
- 12 червня 2020 року, відповідно до розпорядження Кабінету Міністрів України № 723-р «Про визначення адміністративних центрів та затвердження територій територіальних громад Сумської області», селище увійшло до складу Миколаївської селищної громади[1].
- 19 липня 2020 року, в результаті адміністративно-територіальної реформи та ліквідації Білопільського району, селище увійшло до складу новоутвореного Сумського району[2].
- 18 червня 2025 року селище Тімірязєвка було перейменовано на селище Слобожанське у зв'язку з набуттям чинності постанови Верховної Ради України №4483-ІХ "Про перейменування окремих населених пунктів, назви яких містять символіку російської імперської політики або не відповідають стандартам державної мови"[3][4],

## Економіка
- Свинотоварна ферма.

## Постаті
Гоков Валерій Іванович — український військовик, учасник російсько-української війни.